# 도미오카촌 (야마구치현)
도미오카촌(富岡村)은 야마구치현 쓰노군에 설치되었던 촌이다. 현재의 슈난시에 해당한다.

## 역사
- 1889년 4월 1일 - 정촌제 시행에 의해 3촌의 구역을 가지고 성립하였다.
- 1941년 11월 3일 - 돈다정에 편입, 동일 도미오카촌은 폐지되었다.

## 교통

### 철도
현재는 구촌에 산요신칸센이 지나가지만, 당시엔 미개통

### 도로
현재는 구촌에 주고쿠 자동차도가 지나가지만, 당시엔 미개통

## 참고문헌
- 角川日本地名大辞典 35 山口県